# Lorrain de Saint Affrique
Pour les articles homonymes, voir Affrique.
Lorrain Bernard de Saint-Affrique, dit Lorrain de Saint Affrique, né le 5 novembre 1952 à Neuilly-sur-Seine (Seine), est un homme politique français.

## Biographie

### Origines et formation
Lorrain de Saint Affrique n'utilise pas le trait d'union entre « Saint » et « Affrique », contrairement à ses ascendants et au nom de la commune de Saint-Affrique, qui a donné son nom à la famille Bernard de Saint-Affrique.
Il étudie au Centre de formation des journalistes (CFJ) en 1973-1974.

### Carrière professionnelle
Il est journaliste de profession, exerçant notamment à Fréquence gaie, station de radio musicale gay-friendly,.
De 1976 à 1978, il est attaché au service de presse de la présidence de la République, sous Valéry Giscard d'Estaing.

### Parcours politique
Il est d'abord membre du Centre national des indépendants et paysans (CNIP).
Par la suite, il se rapproche de l'extrême droite, étant conseiller en communication de Jean-Marie Le Pen de 1984 à 1994. Selon Mathieu Dejean et David Doucet, il entretient en 1986 une relation avec Marine Le Pen, alors âgée de 18 ans. 
Secrétaire départemental du FN dans le Gard, il est conseiller régional du Languedoc-Roussillon de 1992 à 1998, ayant été élu sur la liste conduite par Charles de Chambrun, secrétaire d'État au Commerce extérieur du troisième gouvernement de Georges Pompidou. À partir de 1994, il siège au sein des non-inscrits et vote les budgets de la majorité régionale soutenant le président du conseil régional, Jacques Blanc (UDF). Il effectue alors plusieurs missions à l'étranger, notamment en Irak, en Inde et à Madagascar.
Au milieu des années 1990, il est écarté du FN par Bruno Mégret, dont il met en doute les méthodes et les intentions ; le 1er septembre 1994, à La Baule, il avait ainsi déclaré : « Bruno Mégret protège au sein du Front national des néo-nazis et des admirateurs de l'Allemagne hitlérienne ». 
Il publie, en 1998, Dans l'ombre de Le Pen, dans lequel il critique le Front national. Il collabore avec des journalistes pour le décryptage des stratégies de la droite radicale et la compréhension des événements électoraux. Éloigné du milieu politique, il suit des cours à l'École d'art dramatique de Jean Périmony en 2009-2010.
En 2012, il fait part de sa préférence pour Nicolas Sarkozy en vue de l'élection présidentielle. Il se montre critique envers Marine Le Pen, selon lui « victime d'une bouffée d'orgueil ».
Il renoue avec Jean-Marie Le Pen en septembre 2015. Peu après, il devient son collaborateur parlementaire au Parlement européen. En 2017, il est nommé secrétaire général des Comités Jeanne, fondés par Jean-Marie Le Pen en mars 2016,. Il se présente aux élections législatives de 2017 sous cette étiquette.
En vue de l’élection présidentielle de 2022, il soutient officiellement la candidature d’Éric Zemmour (Reconquête).

## Ouvrage
- Avec Jean-Gabriel Fredet, Dans l'ombre de Le Pen, Hachette Littératures, 1998  (ISBN 2012353126 et 978-2012353121).